# دارين وايت
دارين وايت (بالإنجليزية: Darren White)‏ هو سياسي أمريكي، ولد في 1963. حزبياً، نشط في الحزب الجمهوري.